# SN2-reaktion
SN2-reaktion er en type substitutionsreaktion indenfor organisk kemi. Navnet SN2-reaktion skyldes, at der er tale om en bimolekylær nukleofil substitution.

## Kendetegn
En SN2-reaktion er kendetegnet ved følgende:

- SN2 forløber i et skridt med en overgangstilstand.
- Der dannes ikke et intermediat.
- Bindingsbrud og bindingsdannelse sker synkront (samtidigt).